# Хропиње
Хропиње (чеш. Chropyně) град је у Чешкој Републици. Град се налази у управној јединици Злински крај, у оквиру којег припада округу Кромјержиж.

## Становништво
Према подацима о броју становника из 2014. године град је имао 5.029 становника.